# 黃胸圓葉蚤
黃胸圓葉蚤（学名：Nonarthra variabilis）为金花蟲科圓葉蚤屬下的一个种。其种加词“variabilis”意为“变化的”。